# Isotopenuntersuchung
Isotopenuntersuchungen ermitteln den Anteil von Isotopen eines chemischen Elementes innerhalb einer Probe. Die meisten chemischen Elemente besitzen mehrere Isotope. Mit einem Massenspektrometer kann man diese Isotopenzusammensetzung (die Isotopie) sehr genau bestimmen (bis Nanogramm Probenmenge und je nach Element und Isotop bis ppt (10−12) Genauigkeit).

## Messverfahren
Die Isotopenuntersuchung erfolgt durch Massenspektrometrie. Im Massenspektrometer werden die Isotope je nach Masse und Ladung unterschiedlich stark von ihrer Flugbahn abgelenkt und als Peaks aufgezeichnet. Je höher die Konzentration eines Isotops ist, desto größer ist der ausgegebene Peak. Zur Berechnung der Isotopenzusammensetzung werden internationale Standards (unterschiedlich für die verschiedenen Elemente) verwendet, die mit den Proben zusammen gemessen werden und eine definierte Isotopenzusammensetzung besitzen.
Anwendungsbeispiele für Isotopenuntersuchungen:
1. Die Messung radiogener Isotope liefert Rückschlüsse auf das Alter einer bestimmten Mineral- oder Gesteinsprobe, siehe Geochronologie und Radiometrische Datierung.
2. Isotope leichterer Elemente (vor allem Kohlenstoff, Sauerstoff, Stickstoff, Schwefel, Wasserstoff), dienen zum Beispiel als Nachweis für die regionale und klimatische Herkunft von Lebensmitteln, etwa von Obstsäften, oder auch für die Umweltbedingungen, die bei der Bildung von Muschel- oder Foraminiferen-Schalen im Ozean geherrscht haben.
3. In der organischen Chemie werden Isotopenuntersuchungen mit leichteren Elementen zur Klärung von Reaktionsmechanismen eingesetzt.
4. Sauerstoff- und Wasserstoffisotope können in der Pflanzenökologie genutzt werden, um Wasserquellen von Pflanzen zu ermitteln.
5. Ursachen, Auswirkungen und Anwendungen von Isotopeneffekten können untersucht werden.
6. Über die Untersuchung der Verteilung bzw. des Anteils von Deuterium in einem organischen Molekül mit der 2H-NMR-Spektroskopie lässt sich eine Aussage über die Herkunft des Stoffes machen.
7. Verschiedene Erzlagerstätten eines Metalls unterscheiden sich häufig in den Anteilen der enthaltenen Isotope, so dass aus der Bestimmung der Mengenverhältnisse auf die Lagerstätte geschlossen werden kann. Das ist insbesondere bei metallischen archäologischen Funden von Bedeutung und dient u. a. zur Rekonstruktion von frühen Handelswegen.

### Übersicht
| Isotopenverhältnis | Fraktionierung          | Verwendung                                                                   |
| ------------------ | ----------------------- | ---------------------------------------------------------------------------- |
| δ18O               | biologisch, klimatisch  | für petrologische, stratigraphische oder paläoklimatologische Untersuchungen |
| δ2H                | biologisch, klimatisch  | z. B. Wasser- und Weinuntersuchungen                                         |
| δ13C               | biologisch, anthropogen | für Untersuchungen in der Geochemie, Paläoklimatologie und Paläozeanographie |
| δ15N               | biologisch, anthropogen | für Untersuchungen in der Geochemie, Paläoklimatologie und Paläozeanographie |
| δ34S               | anthropogen, geologisch |                                                                              |
| δ208Pb             | anthropogen, geologisch |                                                                              |
| δ87Sr              | geologisch              |                                                                              |
| δ143Nd             | geologisch              |                                                                              |

### Terminologie
Die Ergebnisse einer Isotopenmessung werden als Verhältnis von schweren zu leichten Isotopen angegeben und als Delta-Werte ({\displaystyle \delta }) gelistet. Alle Isotope werden als relativer Unterschied zu einem internationalen Standard gemessen und in Promille angegeben. Zum Beispiel ist
{\displaystyle \delta ^{18}\mathrm {O} ={\frac {\left({\frac {{}^{18}\mathrm {O} }{{}^{16}\mathrm {O} }}\right)_{\text{Probe}}-\left({\frac {{}^{18}\mathrm {O} }{{}^{16}\mathrm {O} }}\right)_{\text{Standard}}}{\left({\frac {{}^{18}\mathrm {O} }{{}^{16}\mathrm {O} }}\right)_{\text{Standard}}}}\cdot 1000\,{}^{0\!}\!/\!_{00}}.

## Wasserstoff-Isotope
Wasserstoff (H) besitzt zwei stabile Isotope: Protium oder Protonen (1H) und Deuterium (2H oder D) und das radioaktive (instabile) Isotop Tritium (3H oder T) mit einer Halbwertszeit von 12,3 Jahren. Auf der Erde gibt es nur wenige Kilogramm Tritium als natürliches Vorkommen. Es entsteht durch kosmische Strahlung in den oberen Schichten der Atmosphäre.
Deuterium wird auch als schwerer und Tritium als überschwerer Wasserstoff bezeichnet.

### Tritiummethode
Regenwasser enthält Tritium, das durch kosmische Strahlung in der Atmosphäre entstanden ist. Da Tritium mit der Zeit zerfällt, kann man mit der Tritiummethode beispielsweise das Alter von Quellwasser bestimmen.
Weil Tritium in der Natur so selten ist, lassen sich kleinste Kontaminationen aus technischen Anwendungen leicht feststellen.

## Sauerstoff-Isotope
Sauerstoff hat 3 stabile Isotope: 16O, 17O und 18O.
Für Untersuchungen wird meist das Verhältnis 18O/16O gemessen, weil 17O in nur schwer nachweisbaren Mengen auftritt. Als Standard für die Berechnung des {\displaystyle \delta ^{18}\mathrm {O} }-Verhältnisses (siehe Terminologie) wird überwiegend das Isotopenverhältnis des Vienna Standard Mean Ocean Water (VSMOW) verwendet.
Das Isotopenverhältnis 18O/16O im Wasserdampf in der Atmosphäre sowie im Wasser aller Gewässer ist regional unterschiedlich. Bei der Verdunstung von Wasser tritt ebenso wie bei der Kondensation eine Isotopenfraktionierung auf. Beim Verdampfen geht das leichtere Isotop bevorzugt in den Dampf über, bei der Kondensation (z. B. Wolkenbildung und Regen) geht bevorzugt das schwerere Isotop in die flüssige Phase. Die Isotopenfraktionierung ist temperaturabhängig, so dass Niederschläge in kühlen Regionen ein niedrigeres 18O/16O-Verhältnis (und auch niedrigeres D/H-Verhältnis) aufweisen als in Gegenden mit heißem Klima. Auch jahreszeitliche Temperaturschwankungen schlagen sich in Veränderungen des Isotopenverhältnisses im Regenwassers nieder.
Diese Tatsache wird in der Archäometrie zur Paläotemperatur-Rekonstruktion genutzt. Säugetiere bauen in ihren Knochen und Zähnen Sauerstoffisotope ein. Dabei ist das Verhältnis abhängig von {\displaystyle \delta ^{18}\mathrm {O} } Wert des Trinkwassers. Die Relationen sind artspezifisch und können auf Knochen- und Zahnfunde aus archäologischen Ausgrabungen angewendet werden. Aus der Analyse von Zahnschmelz, der sich im Laufe des Lebens eines adulten Säugetiers nicht umbaut, lassen sich Rückschlüsse auf das Klima ziehen, in dem das Tier aufwuchs. Je höher der {\displaystyle \delta ^{18}\mathrm {O} } Wert, desto höher die Temperatur.
18O wird bei organischen und biochemischen Reaktionen benutzt, um den Reaktionsmechanismus aufzuklären. Hierbei dient entweder elementarer oder in Wasser gebundener Sauerstoff (18O2, H218O). Bekannte Beispiele sind hierfür die Bildung oder Hydrolyse von Estern. Bei biochemischen Reaktionen lassen sich insbesondere Dehydrogenierungen bei enzymatischen Reaktionen aufklären.

## Kohlenstoff-Isotope
Kohlenstoff (C) hat zwei stabile Isotope: 12C (98,89 %), 13C (1,11 %) und das instabile 14C-Isotop (0,000 000 000 1 %).
Letzteres ist Basis für die bekannteste Anwendung von Isotopenuntersuchungen, die Radiokohlenstoffdatierung, bei der zur Altersbestimmung organischer Proben der 14C-Gehalt gemessen wird.
Das Verhältnis der beiden stabilen Isotope wird ebenfalls für wissenschaftliche Fragestellungen genutzt. Zwischen 12C und 13C findet eine natürliche Isotopenfraktionierung bei der Photosynthese statt.
C3-Pflanzen, wie Weizen, besitzen zur Fixierung von CO2 ausschließlich das Photosyntheseenzym RuBisCO (Ribulose-1,5-bisphosphat-Carboxylase-Oxygenase). Es diskriminiert gegen das schwerere δ13C-Isotop und fixiert bevorzugt leichtere CO2-Moleküle. Die δ13C-Werte von C3-Pflanzen liegen im Bereich −26,5 ‰. Bei C4-Pflanzen wie Hirse und Mais läuft die CO2-Fixierung anders ab, und dort findet neben der RuBisCO noch die Phosphoenolpyruvatcarboxylase (PEP-Carboxylase) statt, durch die CO2 in Form von Hydrogencarbonat (HCO3−) mit wesentlich höherer Affinität vorfixiert wird. Die PEP-Carboxylase diskriminiert nicht gegen das schwerere δ13C-Isotop, was in einem positiveren δ13C-Verhältnis von ca. −12,5 ‰ der C4-Pflanzen zum Ausdruck kommt. Die Abweichung wird ins Verhältnis zum Pee-Dee-Belemnite-Standard gesetzt und dieses Verhältnis angegeben. Durch die besondere CO2-Fixierung der CAM-Pflanzen können noch positivere δ13C-Verhältnisse in der Natur beobachtet werden. Einen noch höheren Wert haben Plankton und Meerestiere. Das ermöglicht es beispielsweise Anthropologen anhand des δ13C-Werts von  menschlichen Knochen, Rückschlüsse auf die Ernährung zu ziehen. Dies ist besonders in Verbindung mit dem δ15N interessant.
Für die Untersuchung eignet sich die 13C-Kernresonanzspektroskopie, die insbesondere auch in der organischen Chemie zur Aufklärung von chemischen Strukturen eingesetzt wird.

## Stickstoff-Isotope
Stickstoff (N) hat die zwei stabilen Isotope 14N (99,634 %) und 15N (0,366 %). Als Standard für die Berechnung des δ15N-Verhältnisses (siehe Terminologie) wird das Isotopenverhältnis der Luft verwendet.
Die Isotopenfraktionierung findet im Stickstoffkreislauf vorwiegend im Zusammenspiel zwischen Pflanzen und Mikroorganismen im Boden statt. Trockene Savannen- und Wüstenböden enthalten mehr 15N als feuchte, kühle Waldböden der gemäßigten Regionen. Gegenüber der Atmosphäre reichern biologische Materialien das schwere Isotop an. Innerhalb der Nahrungskette werden weitere Anreicherungen beobachtet. Fleischfresser als letztes Glied der Nahrungskette zeigen die höchsten Werte. In der Archäometrie wird die Analyse des N-Isotopenverhältnisses verwendet, um aus Knochenfunden Rückschlüsse auf die Ernährung von Tieren und Menschen zu ziehen. Eine vorwiegende Ernährung durch Fleisch wurde aufgrund seines δ15N-Wertes auch für den Neandertaler festgestellt.

## Kalium-Argon-System
Die Argonmethode macht sich zu Nutze, dass das gewöhnlich feste Element Kalium 40K mit einer Halbwertszeit von 1,3 Milliarden Jahren zum gasförmigen 40Ar zerfällt, welches aus einer Schmelze, nicht aber aus einem Festkörper entweichen kann. In der Geologie wird damit die Erstarrungszeit vulkanischer Materialien datiert.

## Rubidium-Strontium-System
Strontium hat vier stabile, natürlich vorkommende Isotope: 84Sr (0,56 %), 86Sr (9,86 %), 87Sr (7,0 %) und 88Sr (82,58 %).
87Sr ist ein Zerfallsprodukt von 87Rubidium, das eine Halbwertszeit von 48,8 Milliarden Jahren hat.
Daher kann man das Alter mancher Gesteine mit Hilfe ihrer Rubidium- und Strontiumisotopenverhältnisse bestimmen.
Bei Lebewesen (z. B. Menschen) wird Strontium an Stelle von Calcium auch in Knochen und Zahnschmelz eingebaut. Anders als in den Knochen wird das Sr im Zahnschmelz nach dem vierten Lebensjahr nicht mehr ausgetauscht. Deshalb bleibt dort das Isotopenverhältnis identisch mit dem am Lebensort des Kindes. Die Strontiumisotopenanalyse nutzt man für archäologische Untersuchungen von Skelettfunden. Vergleicht man das Sr-Isotopenverhältnis in den Knochen mit dem in den Kauzähnen, belegt ein unterschiedliches Verhältnis eine nach dem vierten Lebensjahr erfolgte Wanderbewegung.

## Thorium-Uran-Blei-Methode
Bei der Th-U-Pb Methode bestimmt man die Konzentrationen und die Isotopenverhältnisse der Elemente Thorium, Uran und Blei. Jedes der drei Isotope 238U, 235U und 232Th  zerfällt radioaktiv über komplizierte Zerfallsreihen in genau ein Bleiisotop:
{\displaystyle {\frac {^{206}\mathrm {Pb} }{^{238}\mathrm {U} }},{\frac {^{207}\mathrm {Pb} }{^{235}\mathrm {U} }}\quad {\text{und}}\quad {\frac {^{208}\mathrm {Pb} }{^{232}\mathrm {Th} }}}
Da man die Isotopie von drei unabhängigen Zerfallsreihen bestimmt, ist theoretisch eine dreidimensionale Darstellung der Ergebnisse möglich. Meist weicht man jedoch auf eine zweidimensionale Darstellung aus und benutzt das 207Pb/232Th-System zur Fraktionierungskorrektur.

### Anwendungen
- Datierung von Mineralen: Apatit (Zahnschmelz, siehe oben), Monazit oder Zirkon
- Die Herkunft von Kleidung, Menschen, Tieren, Lebensmitteln kann im weltweiten Maßstab zwischen verschiedenen Kontinenten unterschieden werden. Bei vorgegebener regionaler Eingrenzung, zum Beispiel Butter aus Deutschland, sind, durch die Analyse des Wassers im Lebensmittel, auch feinere Unterscheidungen möglich.
- Durch die Untersuchung von Th-U-Pb Isotopen kann man beispielsweise auch zwischen verschiedenen Typen von Kernreaktoren oder Kernwaffen unterscheiden.

## Weitere Methoden
- Schwefel-System
- Sm-Nd-System
- U-Pb-System
  - U-He-Methode (historisch)
  - Pb-Methode (historisch)
  - Pb-Pb-Methode